# Wojna amerykańsko-meksykańska

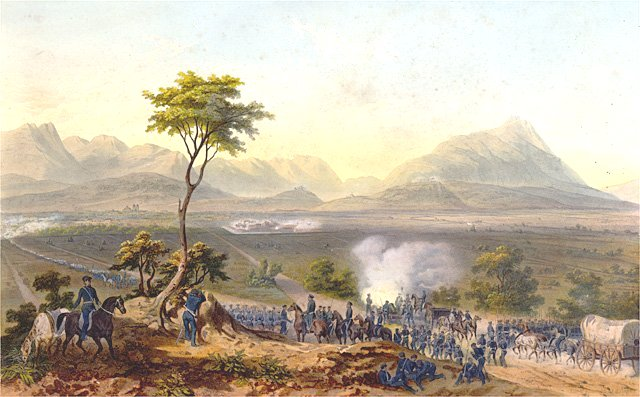
Wojska amerykańskie w marszu na Monterrey

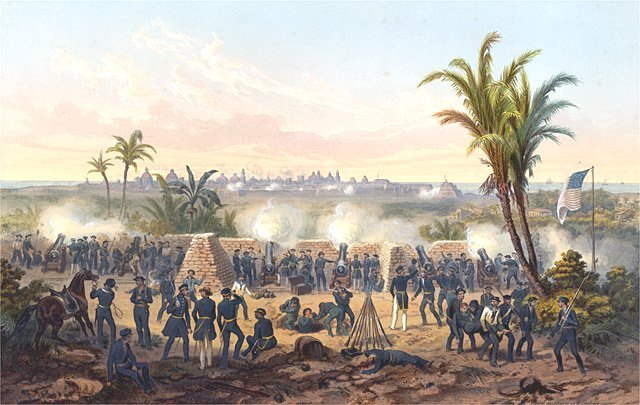
Oblężenie Veracruz

Wojna amerykańsko-meksykańska – regularna wojna lądowa oraz morska pomiędzy Stanami Zjednoczonymi a Meksykiem toczona w latach 1846–1848, której terenami działania były obszary od Kalifornii i Teksasu aż po ziemie na południe od meksykańskiej metropolii, oraz wybrzeża obu oceanów. Bezpośrednią przyczyną wojny było przyłączenie w 1845 zbuntowanej meksykańskiej prowincji – Republiki Teksasu, jako 28. amerykańskiego stanu. Teksas od 1836 funkcjonował jako niezależne państwo, utworzone przez amerykańskich osadników, niezadowolonych z meksykańskiej administracji rządowej. Skutkami wojny były utrata przez Meksyk połowy swojego terytorium oraz ustalenie granic na kontynencie.

## Chronologia wydarzeń

### Rok 1845
W marcu Kongres Stanów Zjednoczonych przychylił się do wielokrotnie ponawianej prośby mieszkańców Teksasu i proklamował Teksas jako 28. stan USA. Amerykanie wysłali do Meksyku negocjatorów, którzy mieli zaproponować wykupienie Kalifornii i Nowego Meksyku za 30 mln dolarów. Meksykanie odmówili przyjęcia delegacji. Oficjalnie Teksas został przyłączony do Unii pod koniec roku.

### Rok 1846
W obronie terytorium prawnie meksykańskiego wystąpił gen. Santa Anna i wkroczył do Teksasu z wojskiem. Stany Zjednoczone w odpowiedzi na to wysłały do Teksasu gen. Zachary’ego Taylora. Incydent pomiędzy żołnierzami obu armii na wiosnę 1846 zapoczątkował wojnę. Po początkowych sukcesach Meksykanie ulegli wojskom generała Taylora, który wyparł armię meksykańską za rzekę Rio Grande.

### Rok 1847

#### Styczeń
Wojska USA opanowały Kalifornię. Na tych terenach armia składała się właściwie tylko z pospolitego ruszenia, a przy zdobywaniu wybrzeża wydatnie pomagały amerykańskie okręty.
Dotychczasowe potyczki i ściganie się armii po preriach i pustyniach zamieniły się w regularną wojnę, która przeniosła się na tereny dzisiejszego Meksyku. Gen. Santa Anna został pobity pod Buena Vista przez wojska Taylora, a później – w serii nieudanych bitew po drodze do stolicy i w samym mieście Meksyk – przez gen. Winfielda Scotta.

#### 22-23 lutego
Pierwsza wielka bitwa – bitwa pod Buena Vista, w której zostały rozbite siły meksykańskie. Po tej bitwie gen. Taylor został obwołany bohaterem narodowym. Teatr działań – północny Meksyk. Bitwa poprzedzona morskim desantem amerykańskiej armii lądowej na wybrzeżu na wysokości miasta Monterrey.

#### Kwiecień

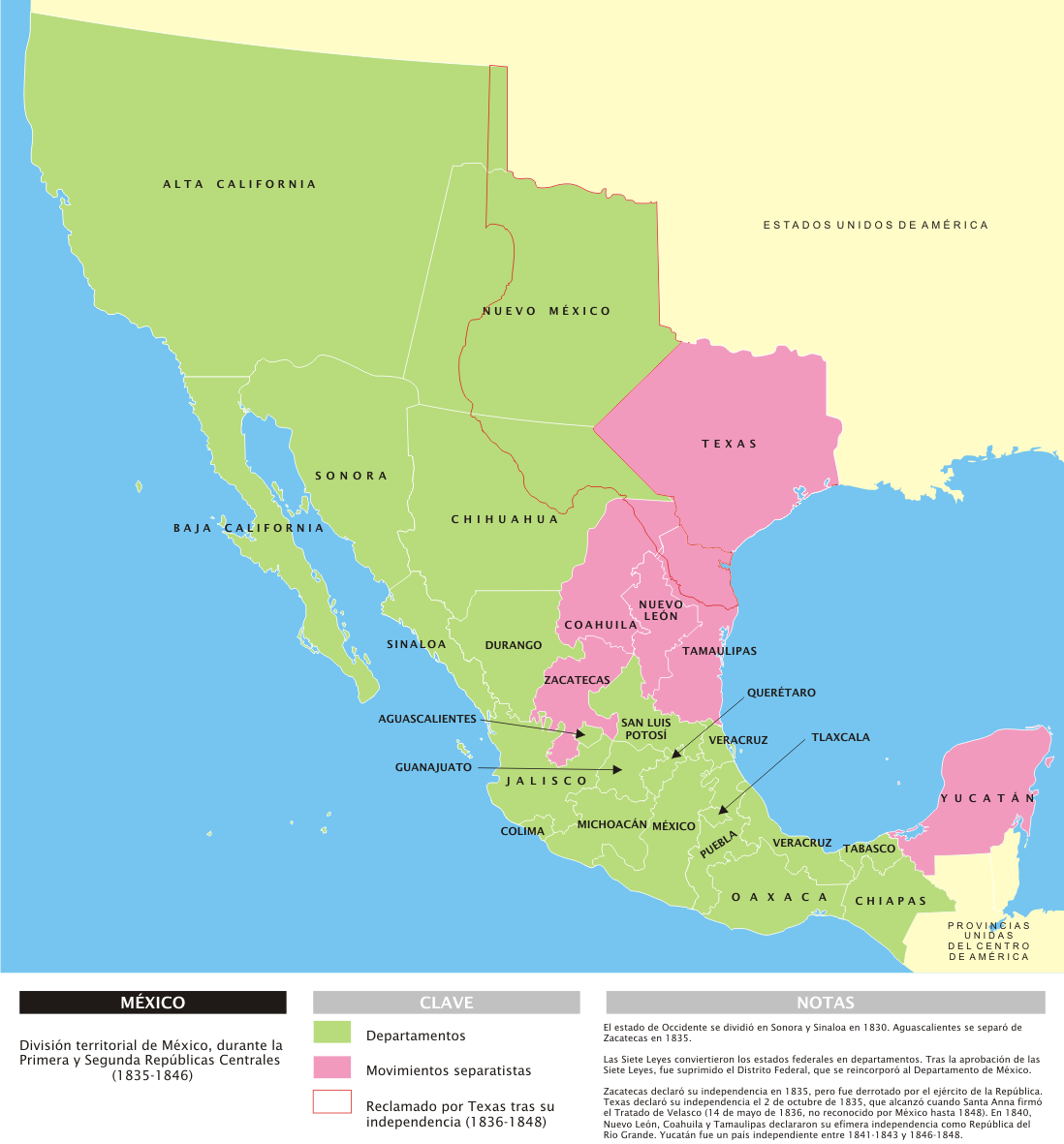
Mapa administracyjna Meksyku w okresie dwóch republik centralnych (1835–1846)

Bitwa pod Cerro Gordo mająca decydujące znaczenie dla wyniku wojny. Jednak Buena Vista była bardziej świętowana przez Amerykanów jako pierwsze większe zwycięstwo.

#### Lato
Druga inwazja morska Amerykanów. Nastąpiła na południe od miasta Meksyk, w rejonie Veracruz (główny port kraju). Obiema operacjami dowodził gen. Scott.
Veracruz było przed tą wojną dużym, szybko rozwijającym się miastem, zamieszkanym w dużej części przez ludność europejską i kreolską. Było to ważne centrum kulturalne, jeden z największych portów na wschodnim wybrzeżu obu Ameryk. Amerykanie, nie zważając nawet na apel konsulów innych krajów by ewakuować przynajmniej kobiety i dzieci, zrujnowali miasto ostrzałem z armat z pokładów swoich statków.

#### 8 września

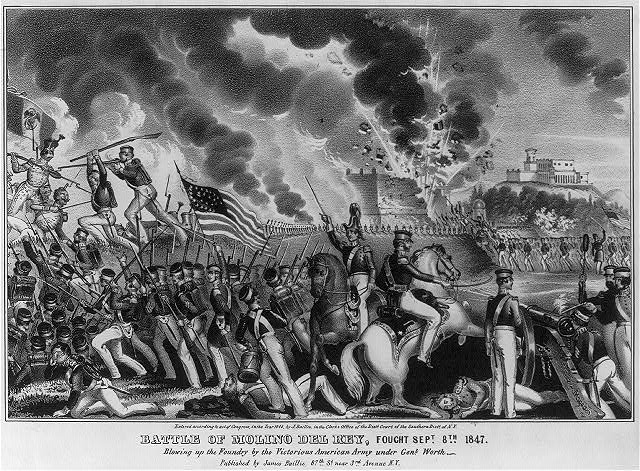
Bitwa pod Molino del Rey

Bitwa pod Molino del Rey (Królewski Młyn), osadą leżącą na południowym podejściu do miasta Meksyk, dosyć silnie ufortyfikowaną, w której ponoć znajdować się miała odlewnia dział. De facto był to jeden z wielu punktów oporu, przy pomocy którego Meksykanie próbowali powstrzymać nacierającą z południa amerykańską Armię Inwazyjną pod dowództwem gen. Winfielda Scotta. Scott sądząc, że w Molino del Rey znajduje się meksykański park artyleryjski, zboczył nieco z trasy szykując się do szybkiego uderzenia na osadę, omijając silnie umocniony zamek Chapultepec. Grupa operacyjna gen. Wortha (ok. 3500 ludzi) zaatakowała Molino del Rey nad ranem 8 września. Jak się miało okazać, Meksykanie byli doskonale przygotowani do obrony i w początkowej fazie walki zadali Amerykanom ciężkie straty. Po kilku godzinach zaciekłych walk Amerykanie zdołali wyprzeć Meksykanów z osady i opanować ich umocnienia, a następnie uderzyć na pobliską wioskę Casa Mata, również silnie bronioną.
Artyleria meksykańska ze wspomnianego zamku Chapultepec przez całą bitwę ostrzeliwała intensywnie Amerykanów, co jeszcze bardziej powiększyło ich straty. Kiedy w końcu Meksykanie zostali wyparci z obu osad, okazało się, że w Molino del Rey nie było żadnego parku artyleryjskiego, wojska Scotta straciły 800 ludzi z najlepszych jednostek, a opanowane punkty oporu i tak trzeba było opuścić. Meksykanie stracili ok. 2000 zabitych lub rannych, a ok. 700 trafiło do niewoli.
Dowodzący armią meksykańską gen. Santa Anna sądził, że celem uderzenia amerykańskiego był zamek Chapultepec (rzeczywiście atakowany przez grupę pozoracyjną), uznał iż odniósł sukces i rozgłosił to w meksykańskich gazetach. Amerykanie również uznali tę bitwę za zwycięstwo, ponieważ zdobyli obie osady.
12 września Amerykanie zaatakowali zamek Chapultepec i zdobyli go po krótkiej, choć gwałtownej walce, wycinając w pień obrońców, w tym broniących zamku kadetów ze znajdującej się tam szkoły wojskowej. Obrońcy szkoły są czczeni do dziś jako „bohaterskie dzieci” (Los Ninos Heroes).

#### 14 września
Wojska USA zajęły miasto Meksyk.

### 2 lutego 1848
Podpisany został traktat pokojowy w Guadalupe Hidalgo. Meksyk oddał USA ponad połowę swego terytorium (Kalifornia, Teksas, Nowy Meksyk, Arizona, Nevada, Utah, Wyoming, Kolorado), w sumie 1,35 mln km², w zamian za 15 mln dolarów oraz anulowanie długów (w 1853 roku gen. Santa Anna w obliczu bankructwa kraju sprzedał jeszcze Amerykanom za 10 mln dolarów południową część dzisiejszej Arizony, co na trwałe ustaliło granice na kontynencie).